# Teoria dos Valores Básicos Humanos
A Teoria dos Valores Humanos Básicos, desenvolvida por Shalom H. Schwartz , é uma teoria no campo da pesquisa intercultural.  O autor considera a teoria como uma extensão essencial de abordagens anteriores para as teorias de pesquisa comparativa intercultural, tais como a teoria das dimensões culturais de Hofstede , e tem sido amplamente aplicada em estudos transculturais de valores individuais.  A Teoria dos Valores Humanos Básicos tenta medir os valores universais que são reconhecidos em todas as principais culturas.  A teoria de Schwartz identifica dez desses valores motivacionalmente distintos e descreve ainda mais as relações dinâmicas entre eles.  Para melhor representar graficamente essas relações, a teoria organiza os dez valores em uma estrutura circular.
No artigo de 2012, Schwartz e seus colegas apresentaram um conjunto refinado de 19 valores individuais básicos que servem como "princípios orientadores na vida de uma pessoa ou grupo".

## Tipos motivacionais de valores
A Teoria dos Valores Humanos Básicos reconhece dez valores universais, que podem ser organizados em quatro grupos de ordem superior.  Cada um dos dez valores universais tem um objetivo central que é o motivador subjacente.

### Abertura para mudança
Auto-direção: pensamento e ação independentes, criação escolhas e exploração.
Estimulação: excitação, novidade e desafio na vida.

### Promoção de si
Hedonismo: prazer ou gratificação sensual para si mesmo. 

Realização: sucesso pessoal através da demonstração de competência de acordo com os padrões sociais.

Poder: status social e prestígio, controle ou domínio sobre pessoas e recursos.

### Conservação
Segurança: segurança, harmonia e estabilidade da sociedade, dos relacionamentos e do eu. 

Conformidade: restrição de ações, inclinações e impulsos que possam perturbar ou prejudicar outras pessoas e violar expectativas ou normas sociais. 
Tradição: respeito, compromisso e aceitação dos costumes e ideias que a cultura ou religião de alguém proporciona.

### Transcendência de si
Benevolência: preservar e melhorar o bem-estar daqueles com quem se está em contato pessoal frequente (o 'em grupo'). 

Universalismo: compreensão, apreciação, tolerância e proteção para o bem-estar de todas as pessoas e da natureza.

### De outros
Espiritualidade: foi considerada como um décimo primeiro valor adicional, no entanto, verificou-se que não existia em todas as culturas.

## A estrutura das relações de valor
Além de identificar os dez valores básicos, a teoria também explica como esses dez valores estão interconectados e se influenciam mutuamente, já que a busca de qualquer um dos valores resulta em um acordo uns com os outros (conformidade e segurança) ou um conflito com um menos um outro valor (benevolência e poder).  Tradição e conformidade compartilham objetivos motivacionais particularmente semelhantes e, consequentemente, são consolidados na mesma cunha.  Os valores podem se opor levemente ou mais fortemente, o que levou à organização dos valores em uma estrutura circular ao longo de duas dimensões bipolares.  A primeira dimensão é a abertura à mudança versus a conservação , que contrasta a independência e a obediência.  A segunda dimensão bipolar é o promoção de si versus a transcendência de si e, por um lado, preocupa-se com os interesses de si e com o outro lado do bem-estar dos outros.  Embora a teoria distingue dez valores, as fronteiras entre os motivadores são artificiais e um valor flui para o próximo, o que pode ser visto pelas seguintes ênfases motivacionais compartilhadas:
1. Poder e realização - superioridade e estima social;
2. Realização e Hedonismo - satisfação egocêntrica;
3. Hedonismo e Estimulação - um desejo de excitação afetivamente agradável;
4. Estímulo e auto-direção interesse -intrínseco na novidade e domínio;
5. Auto-direção e Universalismo - confiança no próprio julgamento e conforto com a diversidade da existência;
6. Universalismo e Benevolência - fortalecimento dos outros e transcendência de interesses egoístas;
7. Benevolência e Tradição - devoção ao próprio grupo;
8. Benevolência e Conformidade - comportamento normativo que promove relacionamentos próximos;
9. Conformidade e Tradição - subordinação de si a favor das expectativas socialmente impostas;
10. Tradição e Segurança - preservar os arranjos sociais existentes que dão certeza à vida;
11. Conformidade e segurança - proteção da ordem e harmonia nas relações;
12. Segurança e poder - evitando ou superando ameaças, controlando relacionamentos e recursos.

Além disso, as pessoas ainda são capazes de seguir valores opostos através de ações diferentes em diferentes configurações ou em momentos diferentes.  A estrutura do modelo do tipo de 10 valores de Schwartz (ver gráfico acima) foi apoiada em mais de 80 países, mulheres e homens, vários métodos, como classificações de importância de valores (usando as pesquisas listadas abaixo), tarefas de julgamento de similaridade direta, classificação de pilha e arranjo espacial, e até mesmo como os valores de outras pessoas, como membros da família, são percebidos.

## Métodos de medição
Vários modelos foram desenvolvidos para medir os valores básicos para garantir que a teoria de valores seja válida independente da metodologia empregada.  O principal diferenciador entre o Schwartz Value Survey e o Portrait Values Questionnaire é que o primeiro é explícito, enquanto o segundo é implícito.

### Pesquisa de valor de Schwartz
O Schwartz Value Survey (SVS) reporta os valores dos participantes de maneira explícita, solicitando que eles conduzam uma autoavaliação.  A pesquisa envolve 57 perguntas com duas listas de itens de valor.  A primeira lista consiste em 30 substantivos, enquanto a segunda lista contém 26 ou 27 itens em um formulário adjetivo.  Cada item é seguido por uma breve descrição para esclarecimento.  Das 57 perguntas 45 são usadas para computar os 10 tipos de valores diferentes, dos quais o número de itens para medir um certo valor varia de acordo com a respiração conceitual.  Os 12 itens restantes são usados para permitir uma melhor padronização no cálculo do valor de um indivíduo.  A importância de cada item de valor é medida em uma escala não simétrica, a fim de incentivar os entrevistados a pensar sobre cada uma das questões.
- 7 (suprema importância)
- 6 (muito importante)
- 5, 4 (sem marcação)
- 3 (importante)
- 2, 1 (sem etiqueta)
- 0 (não importante)
- −1 (oposto aos meus valores)

A pesquisa foi realizada até agora em mais de 60 000 pessoas em 64 países.
O Portrait Values Questionnaire (PVQ) foi desenvolvido como uma alternativa ao SVS.  O PVQ foi criado principalmente para crianças de 11 a 14 anos, no entanto, também demonstrou produzir resultados coerentes quando dado a adultos.  Em comparação com o SVS, o PVQ depende de relatórios indiretos.  Por meio deste, o entrevistado é solicitado a se comparar (gênero-pareado) com pequenos retratos verbais de 40 pessoas diferentes.  Depois de cada retrato, o respondente tem que declarar o quão semelhante ele é para a pessoa do retrato, variando de "muito parecido comigo" a "não gostar de mim".  Essa forma de pesquisa permite a maneira como o indivíduo realmente atua, em vez de pesquisar quais valores são importantes para um indivíduo.  Semelhante ao SVS, os retratos de cada valor variam de acordo com a respiração conceitual.

## Limitações
Uma das principais limitações dessa teoria está na metodologia da pesquisa.  O SVS é bastante difícil de responder, porque os respondentes precisam primeiro ler o conjunto de 30 itens de valor e dar a um valor a classificação mais alta e mais baixa (0 ou -1, dependendo se um item é oposto a seus valores).  Assim, o preenchimento de um questionário leva aproximadamente 12 minutos, resultando em uma quantidade significativa de formulários preenchidos pela metade.  Além disso, muitos entrevistados têm uma tendência a dar à maioria dos valores uma pontuação alta, resultando em respostas distorcidas ao extremo superior.  No entanto, esse problema pode ser atenuado ao fornecer aos participantes um filtro adicional para avaliar os itens marcados com pontuações altas.  Ao administrar o Schwartz Value Survey em um ambiente de coaching, os entrevistados são treinados para distinguir entre um valor "obrigatório" e um valor "significativo".  Um valor "deve ter" é um valor em que você atuou ou pensou nas 24 horas anteriores (esse item de valor receberia uma pontuação de 6 ou 7 na escala de Schwartz).  Um valor "significativo" é algo em que você agiu ou pensou recentemente, mas não nas 24 horas anteriores (esse item de valor receberia uma pontuação de 5 ou menos).
Outras limitações metodológicas são os escores isatidos ordinais resultantes que limitam o tipo de análises úteis que os pesquisadores podem realizar.

## Aplicações práticas
Estudos recentes defendem que os valores podem influenciar a reação do público aos apelos publicitários.  Além disso, no caso em que uma escolha e um valor são intervencionados, as pessoas tendem a escolher a escolha que se alinha mais com seus próprios valores.  Portanto, modelos como a Teoria dos Valores Humanos Básicos podem ser vistos como cada vez mais importantes para campanhas de marketing internacionais, pois podem ajudar a entender valores e como os valores variam entre as culturas.  Isso se torna especialmente verdadeiro, pois foi demonstrado que os valores são uma das explicações mais poderosas do comportamento do consumidor.  Entender os diferentes valores e metas definidoras subjacentes também pode ajudar as organizações a motivar melhor a equipe em uma força de trabalho cada vez mais internacional e a criar uma estrutura organizacional adequada.
Recentemente,  De Schwartz trabalho e que de Geert Hofstede -Tem sido aplicada a pesquisa econômica.  Especificamente, o desempenho das economias no que se refere ao empreendedorismo e à criação de empresas (empresas).  Isso tem implicações significativas para o crescimento econômico e pode ajudar a explicar por que alguns países estão ficando para trás outros quando o trabalho, os recursos naturais e as instituições governamentais são iguais.  Este é um campo de estudo relativamente novo em economia, no entanto, os recentes resultados empíricos sugerem que a cultura desempenha um papel significativo no sucesso dos esforços empreendedores em todos os países - mesmo aqueles com estruturas governamentais muito semelhantes. Francisco Liñán e José Fernandez-Serrano descobriram que esses atributos culturais representavam 60% da diferença na variação do Produto Interno Bruto (PIB) per capita em países da União Europeia (UE).
Uma nova iniciativa para promover o desenvolvimento baseado em valores entre o público em geral, chamado Discover Your Values, foi lançada em 2 de outubro de 2018, em parceria com Shalom H. Schwartz.  Discover Your Values fornece uma avaliação de valores pessoais baseada no Schwartz Value Survey e na Theory of Basic Human Values, juntamente com várias outras ferramentas de coaching projetadas para promover o desenvolvimento baseado em valores.  Essa iniciativa também serve à indústria de treinamento profissional, fornecendo aos treinadores uma estrutura de valores apoiada por pesquisa e uma linguagem comum de entendimento sobre os valores humanos.  